# Lucas Lima (football, 1990)
Ne pas confondre avec le footballeur Lucas Lima (football, 1991) du Al-Ahli SC.
Lucas Rafael Araújo Lima ou tout simplement Lucas Lima est un footballeur brésilien né le 9 juillet 1990 à Marília au Brésil qui évolue au poste de milieu offensif au Sport Recife.

## Biographie
Avec le club du Santos FC, il atteint les demi-finales de la Coupe du Brésil en 2014, et remporte le Campeonato Paulista en 2015.
Il est retenu par le sélectionneur Dunga afin de participer à la Copa América Centenario, organisée pour la toute première fois aux États-Unis.

## Statistiques détaillées par saison
| Saison                | Club                  | Championnat           | Championnat | Championnat | Championnat | Coupe nationale | Coupe nationale | Coupe nationale | Coupe de la Ligue | Coupe de la Ligue | Coupe de la Ligue | Supercoupe | Supercoupe | Supercoupe | Compétition(s) continentale(s) | Compétition(s) continentale(s) | Compétition(s) continentale(s) | Compétition(s) continentale(s) | Autres compétitions | Autres compétitions | Autres compétitions | Total | Total | Total |
| Saison                | Club                  | Division              | M.          | B.          | P.d.        | M.              | B.              | P.d.            | M.                | B.                | P.d.              | M.         | B.         | P.d.       | Comp.                          | M.                             | B.                             | P.d.                           | M.                  | B.                  | P.d.                | M.    | B.    | P.d.  |
| 2010                  | Inter de Limeira      | -                     | -           | -           | -           | -               | -               | -               | -                 | -                 | -                 | -          | -          | -          | -                              | -                              | -                              | -                              | 30                  | 6                   | 0                   | 30    | 6     | 0     |
| 2011                  | Inter de Limeira      | -                     | -           | -           | -           | -               | -               | -               | -                 | -                 | -                 | -          | -          | -          | -                              | -                              | -                              | -                              | 22                  | 3                   | 0                   | 22    | 3     | 0     |
| 2012                  | Inter de Limeira      | -                     | -           | -           | -           | -               | -               | -               | -                 | -                 | -                 | -          | -          | -          | -                              | -                              | -                              | -                              | 23                  | 1                   | 0                   | 23    | 1     | 0     |
| Sous-total            | Sous-total            | Sous-total            | -           | -           | -           | -               | -               | -               | -                 | -                 | -                 | -          | -          | -          | -                              | -                              | -                              | -                              | 75                  | 10                  | 0                   | 75    | 10    | 0     |
| 2012                  | SC Internacional      | Série A               | 14          | 0           | 0           | -               | -               | -               | -                 | -                 | -                 | -          | -          | -          | -                              | -                              | -                              | -                              | -                   | -                   | -                   | 14    | 0     | 0     |
| 2013                  | SC Internacional      | Série A               | -           | -           | -           | -               | -               | -               | -                 | -                 | -                 | -          | -          | -          | -                              | -                              | -                              | -                              | 2                   | 0                   | 1                   | 2     | 0     | 1     |
| Sous-total            | Sous-total            | Sous-total            | 14          | 0           | 0           | -               | -               | -               | -                 | -                 | -                 | -          | -          | -          | -                              | -                              | -                              | -                              | 2                   | 0                   | 1                   | 16    | 0     | 1     |
| 2013                  | Sport Recife (prêt)   | Série B               | 36          | 7           | 9           | 4               | 0               | 0               | -                 | -                 | -                 | -          | -          | -          | CS                             | 3                              | 0                              | 0                              | 10                  | 2                   | 0                   | 53    | 9     | 9     |
| Sous-total            | Sous-total            | Sous-total            | 36          | 7           | 9           | 4               | 0               | 0               | -                 | -                 | -                 | -          | -          | -          | -                              | 3                              | 0                              | 0                              | 10                  | 2                   | 0                   | 53    | 9     | 9     |
| 2014                  | Santos FC             | Série A               | 35          | 3           | 5           | 10              | 1               | 3               | -                 | -                 | -                 | -          | -          | -          | -                              | -                              | -                              | -                              | 4                   | 1                   | 1                   | 49    | 5     | 9     |
| 2015                  | Santos FC             | Série A               | 31          | 7           | 5           | 11              | 1               | 6               | -                 | -                 | -                 | -          | -          | -          | -                              | -                              | -                              | -                              | 18                  | 1                   | 5                   | 60    | 9     | 16    |
| 2016                  | Santos FC             | Série A               | -           | -           | -           | -               | -               | -               | -                 | -                 | -                 | -          | -          | -          | -                              | -                              | -                              | -                              | 9                   | 2                   | 2                   | 9     | 2     | 2     |
| Sous-total            | Sous-total            | Sous-total            | 66          | 10          | 10          | 21              | 2               | 9               | -                 | -                 | -                 | -          | -          | -          | -                              | -                              | -                              | -                              | 31                  | 4                   | 8                   | 118   | 16    | 27    |
| Total sur la carrière | Total sur la carrière | Total sur la carrière | 116         | 17          | 19          | 25              | 2               | 9               | -                 | -                 | -                 | -          | -          | -          | -                              | 3                              | 0                              | 0                              | 118                 | 16                  | 9                   | 262   | 35    | 37    |

### Buts internationaux
|    | Date             | Adversaire | Résultat | Compétition                      |
| -- | ---------------- | ---------- | -------- | -------------------------------- |
| 1. | 5 septembre 2015 | Argentine  | 1-1      | Éliminatoire Coupe du Monde 2018 |
| 2. | 8 juin 2016      | Haïti      | 7-1      | Copa América Centenario          |

## Palmarès
- Santos FC
- Vainqueur du Campeonato Paulista: 2015, 2016
- Palmeiras
- Champion du Brésil: 2018
- Vainqueur de la Copa Libertadores en 2020
- Vainqueur du Coupe du Brésil:2020
- Vainqueur du Championnat de São Paulo:2020

### Distinctions personnelles
- Meilleur milieu de terrain du championnat de Pernambucano 2013
- Meilleur joueur du championnat brésilien - Serie B 2013
- Sélection du championnat Paulista de 2015, 2016 et 2018
- Meilleur joueur de la Coupe du Brésil 2015
- Craque da galera do du championnat Paulista 2016
- Troféu Mesa Redonda: 2018